# ياسبر والكنز
ياسبر والكنز (بالهولندية: Jasper Waalkens)‏ (13 فبراير 1989 بسخايندل في هولندا - ) هو لاعب كرة قدم هولندي في مركز الوسط. لعب مع إف سي آيندهوفن وإن إي سي نيميخن وفيلم تو تيلبورغ وهيلموند سبورت والمير سيتي وفورتونا سيتارد.

## وصلات خارجية
- ياسبر والكنز على موقع قاعدة بيانات كرة القدم.إي يو (الإنجليزية)
- ياسبر والكنز على موقع Soccerway.com (الإنجليزية)